# Blek stensparv
Blek stensparv (Carpospiza brachydactyla) är en särpräglad fågel i familjen sparvfinkar inom ordningen tättingar som förekommer huvudsakligen i Mellanöstern.

## Utseende och läte
Blek stensparv är en relativt slank och småhövdad sparvfink med en kroppslängd på 14,5-15,5 centimeter. Fjäderdräkten är ljust beigegrå utan streckning med ett svagt och kort ljusare ögonbryn och två ljusare otydliga vingband. Den kraftiga men korta näbben är mörkgrå under häckning, ljusare beigegrå vintertid. Stjärten har vita fläckar på spetsen som syns i flykten. Lätena är ett grönfinkslikt dvui och ett biätarlikt trry, medan sången är en sekundlång insektslik ton.

## Utbredning
Blek stensparv är en flyttfågel som häckar nomadiskt från sydöstra Turkiet och södra Kaukasus österut till Iran och vidare söderut genom Mellanöstern och lokalt på Arabiska halvön utom i sydväst. Den övervintrar på sydvästra Arabiska halvön och i nordöstra Afrika. Arten har tillfälligt påträffats på Cypern samt i Egypten, Jemen och Dagestan i Ryssland.

## Systematik
Arten har tidigare förts till släktet Petronia, men DNA-studier visar att den är mer avlägset släkt. Det har till och med föreslagits att den istället är släkt med finkarna i Fringillidae grundat på hur både bo, ägg och nykläckta ungar ser ut, sång och det faktum att den juvenila fågeln endast ruggar delvis. Kraniets utseende liknar dock sparvfinkarna. Den behandlas som monotypisk, det vill säga att den inte delas in i några underarter.

## Ekologi
Blek stensparv återfinns på karga sluttningar med spridda buskage i torra bergstrakter. Den bygger sitt bo lågt i ett träd eller i en buske, ett öppet slarvigt halvklot av taggiga kvistar, växtstammar och gräs. Där lägger honan tre till sex ägg som hon själv ruvar i 13-14 dagar.

## Status och hot
Arten har ett stort utbredningsområde och en stor population med stabil utveckling som inte tros vara utsatt för något substantiellt hot. Utifrån dessa kriterier kategoriserar internationella naturvårdsunionen IUCN arten som livskraftig (LC). Den lilla europeiska populationen på 6.000-18.300 par tros vara växande.